# Israel Rydelius
Israel Rydelius, född 1609 i Västra Ryds församling, Östergötland, död 22 oktober 1669 i Hällestads församling, Östergötlands län, var en svensk präst.

## Biografi
Israel Rydelius föddes 1609 i Västra Ryds församling. Han var son till kyrkoherde i Västra Ryds församling. Rydelius blev 21 augusti 1629 student vid Uppsala universitet. Han blev filosofie kandidat 1640. Rydelius blev 1642 lektor i grekiska vid Linköpings gymnasium. Han prästvigdes 22 augusti 1643 och blev 1650 kyrkoherde i Hällestads församling. Rydelius avled 22 oktober 1669 i Hällestads församling och begravdes 22 december samma år.
Rydelius var ledamot vid prästståndets vid Riksdagen 1649. Ett porträtt av Rydelius fanns i Hällestads kyrka, men förstördes i kyrkans brand 1893.

### Familj
Rydelius gifte sig första gången 1641 med Brita Wallerstadius (1622-1653). Hon var dotter till domprosten Magnus Haraldi Wallerstadius och Kjerstin Thyrilsdotter (Stålhandske) i Linköping. De fick tillsammans barnen kyrkoherden Daniel Rydelius i Vinnerstads församling, advokatfiskalen Johannes Rydelius (född 1644), konststationsinspektorn Zacharias Rydelius (1645-1691) i Falun, Kirstin Rydelius som var gift med komministern Petrus Caroli Slacovius i Hällestads församling och komministern Samuel Sandelius i Hällestads församling, Anna Rydelius, Eric Rydelius, Maria Rydelius, Ingrid Rydelius, Anders Rydelius och Sara Rydelius (död 1681).
Rydelius gifte sig andra gången 1654 med Elisabeth Loftander (1631-1698). Hon var dotter till en kyrkoherde i Lofta församling. De fick tillsammans barnen Anders Rydelius, Emerentia Rydelius som var gift med kyrkoherden Andreas Lysing i Kvillinge församling, Jöns Rydelius (1660-1662), sångläraren Nathanael Rydelius vid Linköpings gymnasium, studenten Israel Rydelius och Brita Rydelius (1663-1701) som var gift med komministern Lago Hestshou i Jakob och Johannes församling, Stockholm.